# Хокей на траві на Літній універсіаді 2013 — чоловічий турнір
Чоловічий турнір із хокею на траві на літній Універсіаді відбувся з 7 липня по 15 липня 2013 року у Казані, Росія.

## Попередній раунд

### Група A
| Команда  | І | В | Н | П | ОН | ОП | РО  | О  |
| -------- | - | - | - | - | -- | -- | --- | -- |
| Росія    | 4 | 4 | 0 | 0 | 16 | 4  | +12 | 12 |
| Малайзія | 4 | 3 | 0 | 1 | 14 | 7  | +7  | 9  |
| ПАР      | 4 | 1 | 1 | 2 | 11 | 12 | −1  | 4  |
| Італія   | 4 | 1 | 1 | 2 | 10 | 15 | −5  | 4  |
| Польща   | 4 | 0 | 0 | 4 | 8  | 21 | −13 | 0  |

| 7 липня 2013 14:30                                                                            |      |           |                                                   |
| Малайзія                                                                                      | 7-1  | Польща    | Судді: Максим Перепилиця (UKR) Лукас Олів'є (FRA) |
| Денджеруслі 4', 24' · Макбул-Сінгх 35' · Насруддін 50' · Зайнол 52' · Адібі 56' · Ібрагім 65' | Звіт | Булка 70' | Судді: Максим Перепилиця (UKR) Лукас Олів'є (FRA) |

| 7 липня 2013 16:30                             |      |                                         |                                                     |
| ПАР                                            | 4-4  | Італія                                  | Судді: Мішаль Маргольєн (SVK) Йошікун Томіяма (JPN) |
| Фур'є 12' · Глуц 18' · Пантер 50' · Кімфлі 61' | Звіт | Нунез 17', 65' · Ґроччі 31' · Дуссі 59' | Судді: Мішаль Маргольєн (SVK) Йошікун Томіяма (JPN) |

| 8 липня 2013 14:30                           |      |                           |                                                  |
| ПАР                                          | 4-2  | Польща                    | Судді: Шін Донг-Юн (KOR) Бенжамін Ґьонтген (GER) |
| Ґьюз-Бравн 4', 9' · Робінсон 30' · Санан 35' | Звіт | Ференс 27' · Каспржик 52' | Судді: Шін Донг-Юн (KOR) Бенжамін Ґьонтген (GER) |

| 8 липня 2013 16:30                    |      |        |                                                 |
| Росія                                 | 3-0  | Італія | Судді: Якуб Межлік (CZE) Йошікуні Томаяма (JPN) |
| Янкун 20' · Синягін 35' · Голубєв 40' | Звіт |        | Судді: Якуб Межлік (CZE) Йошікуні Томаяма (JPN) |

| 10 липня 2013 15:30                                         |      |                                                  |                                                   |
| Польща                                                      | 4-5  | Італія                                           | Судді: Бенжамін Ґьонтген (GER) Лукас Олів'є (FRA) |
| Братковські 23' · Пакановські 27' · Гуйбой 32' · Ференс 49' | Звіт | Дуссі 4' · Корсі 9' · Нунез 52', 70' · Манес 61' | Судді: Бенжамін Ґьонтген (GER) Лукас Олів'є (FRA) |

| 10 липня 2013 17:30                                    |      |              |                                                       |
| Росія                                                  | 4-1  | Малайзія     | Судді: Мішаль Маргольєн (SVK) Максим Перепилиця (UKR) |
| Комаров 17' · Синягін 26' · Курбанов 27' · Голубєв 47' | Звіт | Абд-Рагім 8' | Судді: Мішаль Маргольєн (SVK) Максим Перепилиця (UKR) |

| 11 липня 2013 15:30 |      |                                           |                                                  |
| Італія              | 1-4  | Малайзія                                  | Судді: Максим Перепилиця (UKR) Шін Донг-Юн (KOR) |
| Корсі 15'           | Звіт | Абд-Рагім 18', 55' · Денджеруслі 38', 45' | Судді: Максим Перепилиця (UKR) Шін Донг-Юн (KOR) |

| 11 липня 2013 17:30 |      |                                                     |                                                  |
| ПАР                 | 2-4  | Росія                                               | Судді: Якуб Межлік (CZE) Бенжамін Ґьонтген (GER) |
| Мвімбі 13', 64'     | Звіт | Сюскін 16' · Янкун 22' · Синягін 61' · Корнілов 70' | Судді: Якуб Межлік (CZE) Бенжамін Ґьонтген (GER) |

| 13 липня 2013 14:30           |      |            |                                                  |
| Малайзія                      | 2-1  | ПАР        | Судді: Якуб Межлік (CZE) Максим Перепилиця (UKR) |
| Абд-Рагім 33' · Насруддін 53' | Звіт | Пантер 28' | Судді: Якуб Межлік (CZE) Максим Перепилиця (UKR) |

| 13 липня 2013 16:30                                                 |      |                 |                                                |
| Росія                                                               | 5-1  | Польща          | Судді: Шін Донг-Юн (KOR) Йошікун Томіяма (JPN) |
| Комаров 5' · Мойоров 30' · Голубєв 40' · Корнілов 48' · Синягін 50' | Звіт | Пакановські 31' | Судді: Шін Донг-Юн (KOR) Йошікун Томіяма (JPN) |

### Група B
| Команда        | І | В | Н | П | ОН | ОП | РО  | О  |
| -------------- | - | - | - | - | -- | -- | --- | -- |
| Франція        | 4 | 4 | 0 | 0 | 30 | 8  | +22 | 12 |
| Німеччина      | 4 | 3 | 0 | 1 | 17 | 7  | +10 | 9  |
| Південна Корея | 4 | 0 | 2 | 2 | 16 | 25 | −9  | 2  |
| Японія         | 4 | 0 | 2 | 2 | 8  | 17 | −9  | 2  |
| Україна        | 4 | 0 | 2 | 2 | 7  | 21 | −14 | 2  |

| 7 липня 2013 10:00                                               |      |                                                                 |                                                    |
| Південна Корея                                                   | 5-5  | Україна                                                         | Судді: Антон Кочін (RUS) Назмі Бін Камарудін (MAS) |
| Янг Джі-Гун 14' · Ю Сунг-Джу 31', 70' · Джонг Гван-Йонг 39', 54' | Звіт | Герасименко 14' · Пазуйк 27', 47' · Ясинський 55' · Мірзоян 63' | Судді: Антон Кочін (RUS) Назмі Бін Камарудін (MAS) |

| 7 липня 2013 12:00   |      |                                                            |                                                  |
| Японія               | 2-5  | Франція                                                    | Судді: Крістіан Данджело (ITA) Якуб Межлік (CZE) |
| Хоші 8' · Мурата 38' | Звіт | Бомгартен 2' · Севестре 18' · Санчес 58', 68' · Локвуд 64' | Судді: Крістіан Данджело (ITA) Якуб Межлік (CZE) |

| 8 липня 2013 10:00                         |      |         |                                                       |
| Німеччина                                  | 4-0  | Україна | Судді: Мішаль Маргольєн (SVK) Крістіан Данджело (ITA) |
| Вутеріч 29', 56' · Ебелінг 33' · Алекс 66' | Звіт |         | Судді: Мішаль Маргольєн (SVK) Крістіан Данджело (ITA) |

| 8 липня 2013 12:00                                          |      | |                                                   |
| Південна Корея                                              | 4-11 | Франція | Судді: Шон Рапапорт (RSA) Ґрзеґрз Рисинські (POL) |
| Янг Джі-Гун 31', 70' · Ю Мін-Йонг 35' · Джонг Гван-Йонг 59' | Звіт | Ле-Коймтре 24' · Мартін-Брісак 26' · Бомгартен 36' · Локвуд 39', 52', 64', 69' · Кьєффер 47' · Санчес 49' · Янсегн 55' · М. Дженестет 56' | Судді: Шон Рапапорт (RSA) Ґрзеґрз Рисинські (POL) |

| 10 липня 2013 9:00                                                                             |      |         |                                                  |
| Франція                                                                                        | 10-0 | Україна | Судді: Антон Кочін (RUS) Ґрзеґрз Рисинські (POL) |
| Санчес 5', 26', 31' · Мартін-Брісак 18', 55' · Севестре 25' · Деро 33' · Кьєффер 47', 48', 54' | Звіт |         | Судді: Антон Кочін (RUS) Ґрзеґрз Рисинські (POL) |

| 10 липня 2013 11:00                                                       |      |        |                                                     |
| Німеччина                                                                 | 6-0  | Японія | Судді: Назмі Бін Камарудін (MAS) Шон Рапапорт (RSA) |
| Еберлінг 13' · Кнупфер 18' · Алекс 22' · Фурсте 24' · Гаас 42' · Меєр 63' | Звіт |        | Судді: Назмі Бін Камарудін (MAS) Шон Рапапорт (RSA) |

| 11 липня 2013 9:00 |      |                            |                                                   |
| Україна            | 2-2  | Японія                     | Судді: Шон Рапапорт (RSA) Крістіан Данджело (ITA) |
| Пазуйк 56', 61'    | Звіт | Кітазато 5' · Мацумура 18' | Судді: Шон Рапапорт (RSA) Крістіан Данджело (ITA) |

| 11 липня 2013 11:00                                        |      |                                                |                                                 |
| Німеччина                                                  | 5-3  | Південна Корея                                 | Судді: Антон Кочін (RUS) Йошікуні Томаяма (JPN) |
| Лім 22' · Функен 34' · Фурсте 39' · Кусґен 65' · Алерс 69' | Звіт | Ю Сунг-Джу 4' · Чой Юнг-Пі 54' · Кім Ю-Гун 63' | Судді: Антон Кочін (RUS) Йошікуні Томаяма (JPN) |

| 13 липня 2013 10:00                   |      |                                                                       |                                                        |
| Японія                                | 4-4  | Південна Корея                                                        | Судді: Ґрзеґрз Рисинські (POL) Крістіан Данджело (ITA) |
| Оє 8', 47' · Кітазато 38' · Очіай 58' | Звіт | Чой Юнг-Пі 13' · Ю Сунг-Джу 22' · Хванг Веон-Кі 25' · Янг Джі-Гун 35' | Судді: Ґрзеґрз Рисинські (POL) Крістіан Данджело (ITA) |

| 13 липня 2013 12:00 |      |                                                   |                                                         |
| Німеччина           | 2-4  | Франція                                           | Судді: Мішаль Маргольєн (SVK) Назмі Бін Камарудін (MAS) |
| Фурсте 4', 65'      | Звіт | Бомгартен 2' · М. Дженестет 27', 35' · Санчес 67' | Судді: Мішаль Маргольєн (SVK) Назмі Бін Камарудін (MAS) |

## Класифікація

### Матч за 9-е місце
| 15 липня 2013 9:00                                   |      |                                            |                                                 |
| Польща                                               | 3-3  | Україна                                    | Судді: Бенжамін Ґьонтген(GER) Антон Кочін (RUS) |
| Пакановські 22' · Ференс 31', 33'                    | Звіт | Яковенко 41' · Мірзоян 59', 66'            | Судді: Бенжамін Ґьонтген(GER) Антон Кочін (RUS) |
| Пенальті                                             |      |                                            | Судді: Бенжамін Ґьонтген(GER) Антон Кочін (RUS) |
| Расінієвські · Булка · Крокош · Пакановські · Ференс | 3-4  | Мороз · Ясинський · Сердюк · Луппа · Дячук | Судді: Бенжамін Ґьонтген(GER) Антон Кочін (RUS) |

### Матч за 7-е місце
| 15 липня 2013 11:15 |      |                                           |                                                  |
| Італія              | 1-4  | Японія                                    | Судді: Шін Донг-Юн (KOR) Ґрзеґрз Рисинські (POL) |
| Нунез 27'           | Звіт | Кітазато 5', 21' · Харада 37' · Очіай 49' | Судді: Шін Донг-Юн (KOR) Ґрзеґрз Рисинські (POL) |

### Матч за 5-е місце
| 15 липня 2013 13:30                                      |      |                                                 |                                                   |
| ПАР                                                      | 4-3  | Південна Корея                                  | Судді: Лукас Олів'є (FRA) Максим Перепилиця (UKR) |
| Каєрнкросс 26' · Філліпс 46' · Ґьюз-Бравн 62' · Глуц 66' | Звіт | Лі Юнг-Юн 11' · Ю Сунг-Джу 35' · Чой Юнг-Пі 39' | Судді: Лукас Олів'є (FRA) Максим Перепилиця (UKR) |

## Фінальний раунд

### Матч за 3-є місце
| 15 липня 2013 16:00                 |      |                                                  |                                                  |
| Малайзія                            | 3-4  | Німеччина                                        | Судді: Шон Рапапорт (RSA) Мішаль Маргольєн (SVK) |
| Абдул-Яліл 33', 65' · Абд-Рагім 49' | Звіт | Кнупфер 3' · Ебелінг 56' · Гаас 58' · Фурсте 70' | Судді: Шон Рапапорт (RSA) Мішаль Маргольєн (SVK) |

### Матч за 1-е місце
| 15 липня 2013 18:15           |      |               |                                                    |
| Росія                         | 2-1  | Франція       | Судді: Назмі Бін Камарудін (MAS) Якуб Межлік (CZE) |
| Плєсецький 19' · Корнілов 42' | Звіт | Бомгартен 34' | Судді: Назмі Бін Камарудін (MAS) Якуб Межлік (CZE) |

## Фінальне розташування
| Місце | Час            | Рахунок |
| ----- | -------------- | ------- |
| 1     | Росія          | 5-0-0   |
| 2     | Франція        | 4-0-1   |
| 3     | Німеччина      | 4-0-1   |
| 4     | Малайзія       | 3-0-2   |
| 5     | ПАР            | 2-1-2   |
| 6     | Південна Корея | 0-2-3   |
| 7     | Японія         | 1-2-2   |
| 8     | Італія         | 1-1-3   |
| 9     | Україна        | 1-2-2   |
| 10    | Польща         | 0-0-5   |